# Baćinai-tó
A Baćinai-tó (horvátul: Baćinska jezera) egy kriptodepressziós karszttó Horvátországban, Dalmáciában, Dubrovnik-Neretva megyében, Baćina település mellett, a Neretva torkolatától északnyugatra található.

## Leírása
A tó Baćina keleti határában található. Területe 2,96 km². Tulajdonképpen hat, összefüggő tóból álló tórendszer. Részei az Oćuša-, a Crniševo-, a Podgora-, a Sladinac-, a Vrbnik-, a Šipak- és a Plitko-tó. Közülük az Oćuša a legnagyobb, a Vrbnik pedig a legkisebb. Mélységük 3 és 45 méter között váltakozik. A legmélyebb a Crniševo. Több forrás is táplálja, melyek közül fontos megemlíteni a Klokun területén a Plitko-tó mellett eredő forrást, mely ivóvízzel látja el Ploče városát és környékét is. A tórendszer kriptodepresszió, azaz medencéjének legmélyebb pontja a tengerszint alá ér. 1912-ben csatornával kötötték össze a Ploča-öböllel, hogy a Vrgoraci-mezőről érkező felesleges vizet a tengerbe vigye és megakadályozza az áradásokat. A tavakon három kis sziget található. 

## Növény- és állatvilág
A tavak számos vizes növényközösség élőhelyei, amelyek ritkák az Adriai-tenger keleti partvidékén. A legelterjedtebb a nád, de a part meredekebb részein a csigolyafűzbokrok vannak túlsúlyban. A tó 24 halfaj élőhelye, amelyek közül 9 ritka endemikus faj. A madarak, hüllők és rovarok hozzájárulnak a tó biológiai sokféleségéhez. 

## Turizmus
A megőrzött természet miatt sok természetbarátot, turistát és kirándulót vonz, és az egyik legvonzóbb ajánlat a hagyományos a neretvai hajóutazás.

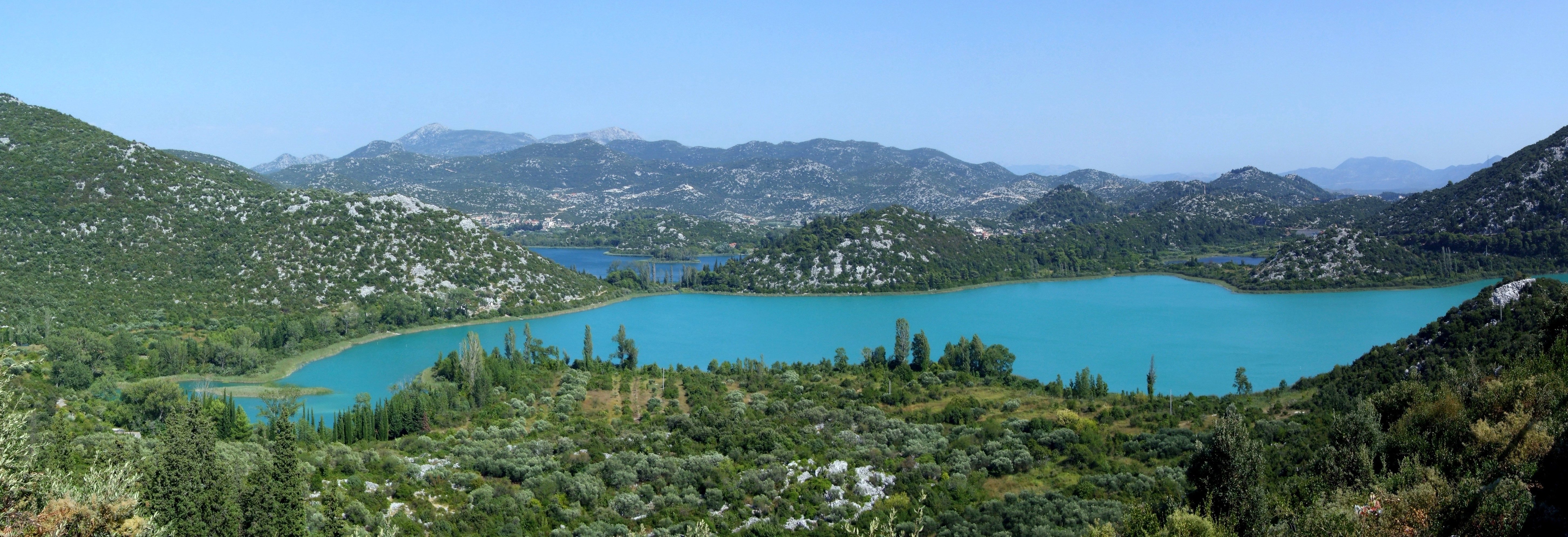
A tó panorámaképe

## Fordítás
Ez a szócikk részben vagy egészben  a   Baćinska jezera című horvát Wikipédia-szócikk ezen változatának fordításán alapul.  Az eredeti cikk szerkesztőit annak laptörténete sorolja fel. Ez a jelzés csupán a megfogalmazás eredetét és a szerzői jogokat jelzi, nem szolgál a cikkben szereplő információk forrásmegjelöléseként.